# Mali ikozihemidodekaeder
| Mali ikozihemidodekaeder                   | Mali ikozihemidodekaeder                               |
| ------------------------------------------ | ------------------------------------------------------ |
|                                            |                                                        |
| Vrsta                                      | uniformni zvezdni polieder                             |
| Elementi                                   | F = 44, E = 120, V =60 ({\displaystyle \chi \,} = -16) |
| Stranske ploskve po stranicah              | 20{3}+12{5/2}+12{10}                                   |
| Wythoffovi simboli                         | 3/2 4 \| 4 3 4/3 \| 4 (dvojno prekrivanje)             |
| Simetrijska grupa                          | Ih, [5,3], *432                                        |
| Bowerjeva okrajšava                        | Seihid                                                 |
| Sklici                                     | U49, C63, W89                                          |
| mali ikozihemidodekakron (dualni polieder) | 3.10.5/3.10 slika oglišč                               |

Mali ikozihemidodekaeder je nekonveksni uniformni polieder z oznako (indeksom) U49. Njegova slika oglišč vsebuje izmenoma po dva trikotnika in desetkotnike kot  križne štirikotnike.
Ima Wythoffov simbol 3/2 3 | 5, njegova konstrukcija predstavlja dvojno prekrivanje.
Je hemipolieder s šestimi desetkotnimi stranskimi ploskvami, ki potekajo skozi središče modela.

## Sorodni poliedri
Ima isto razvrstitev robov kot ikozidodekaeder, njegova konveksna ogrinjača ima skupne trikotne stranske ploskve, ter mali dodekahemidodekaeder, ki pa ima skupne desetkotne stranske ploskve.  
| ikozidodekaeder | mali ikozihemidodekaeder | mali dodekahemidodekaeder |